# Metroxylon vitiense
Metroxylon vitiense е вид цъфтящо растение от семейство Палмови (Arecaceae). Видът е застрашен от изчезване.

## Разпространение
Видът е ендемичен за остров Фиджи. Среща се и на близките острови Уолис и Футуна.